# (33781) 1999 RP174
1999 RP174 (asteroide 33781) é um asteroide da cintura principal. Possui uma excentricidade de 0.11879930 e uma inclinação de 2.78222º.
Este asteroide foi descoberto no dia 9 de setembro de 1999 por LINEAR em Socorro.